# Momčilo Perišić
Momčilo Perišić, cyr. Момчило Перишић (ur. 22 maja 1944 w Koštunići) – serbski wojskowy i polityk, jugosłowiański generał, w latach 2001–2002 wicepremier w rządzie Zorana Đinđicia. Oskarżany o zbrodnie wojenne, prawomocnie uniewinniony przez Międzynarodowy Trybunał Karny dla byłej Jugosławii.

## Życiorys
Dołączył do Jugosłowiańskiej Armii Ludowej, został zawodowym żołnierzem w wojskach lądowych, dochodząc do stopnia generała. W 1966 ukończył akademię wojskową. Był m.in. komendantem centralnej szkoły artyleryjskiej w Zadarze. W trakcie wojny w Chorwacji brał udział w ostrzale Zadaru, za co był zaocznie sądzony w Chorwacji i skazany tam na karę 20 lat pozbawienia wolności (nie został nigdy przez Serbię wydany).
W 1992 Momčilo Perišić został dowódcą nowo sformowanego korpusu armii jugosłowiańskiej, którym dowodził w okolicach Mostaru. W kwietniu 1992 został szefem sztabu i zastępcą dowódcy trzeciej armii stacjonującej w Niszu, objął jej dowództwo w kwietniu 1993. W sierpniu tegoż roku został szefem sztabu generalnego, stanowisko to zajmował do listopada 1998. Według jugosłowiańskiego prawa odpowiadał wówczas wyłączenie przez prezydentem federacji i najwyższą radą bezpieczeństwa składającą się z prezydenta federalnego i prezydentów dwóch republik.
Po dymisji i odejściu z wojska Momčilo Perišić w 1999 założył partię polityczną Ruch na rzecz Demokratycznej Serbii, opozycyjną wobec Slobodana Miloševicia, którą wprowadził do Demokratycznej Opozycji Serbii. Po wygranych przez DOS wyborach w styczniu 2001 objął urząd wicepremiera w gabinecie Zorana Đinđicia. W marcu 2002 został zatrzymany, gdy próbował przekazać objęte klauzulą tajności dokumenty amerykańskiemu dyplomacie. W rezultacie zrezygnował ze stanowiska w rządzie.
W 2005 Momčilo Perišić dobrowolnie stawił się przed Międzynarodowym Trybunałem Karnym dla byłej Jugosławii w Hadze. Został oskarżony o zbrodnie wojenne związane z działaniami żołnierzy Armii Jugosłowiańskiej walczących w Krajinie oraz w Bośni i Hercegowinie. Zarzucono mu także bezpośrednie przyczynienie się do zbrodni wojennych w trakcie oblężenia Sarajewa, masakry w Srebrenicy i ataku rakietowego na Zagrzeb. We wrześniu 2011 w pierwszej instancji ICTY uznał go za winnego i skazał na karę 27 lat pozbawienia wolności. W lutym 2013 wyrok ten został jednak na skutek apelacji zmieniony, a Momčilo Perišić uniewinniony od wszystkich zarzutów wobec stwierdzenia, że wysłanie wojsk jugosłowiańskich mieściło się we wsparciu militarnym bośniackich Serbów, nie obejmowało wsparcia dla dokonanych zbrodni wojennych.
W 2016 w Belgradzie rozpoczął się jego proces o szpiegostwo na rzecz Stanów Zjednoczonych. W 2021 został za to skazany na karę 3 lat pozbawienia wolności.